# Liste von Musiklabels/F

## F
| Name Musiklabel                         | Land                   | Sitz                      | Gründer                                                                                     | Jahr-Von            | Jahr-Bis     | Labelcode | Website | Mutterlabel                                  | Details |
| --------------------------------------- | ---------------------- | ------------------------- | ------------------------------------------------------------------------------------------- | ------------------- | ------------ | --------- | ------- | -------------------------------------------- | --- |
| F Communications                        | Frankreich             |                           | Eric Morand, Laurent Garnier                                                                | 1994                |              | LC 01347  |         |                                              | |
| Fabrique Records                        | Österreich             |                           | Christian Rösner, Michael Martinek                                                          | 2001                |              | LC 12713  |         |                                              | |
| Facedown Records                        | Vereinigte Staaten     | Sun City                  | Jason Dunn                                                                                  | 1997                |              |           | Website |                                              | |
| Factory Records                         | Vereinigtes Königreich |                           | Tony Wilson                                                                                 | 1978                |              |           |         |                                              | |
| Fader Label                             | Vereinigte Staaten     |                           | Rob Stone, Jon Cohen                                                                        | 2002                |              |           |         |                                              | |
| Failsafe Records                        | Neuseeland             |                           |                                                                                             | 1984                |              |           |         |                                              | |
| Falcon Records                          | Vereinigte Staaten     |                           |                                                                                             | 1957                | 1958         |           |         | Vee-Jay Records                              | Name wurde in Abner Records geändert                                                                                     |
| Fall Records                            | Vereinigte Staaten     |                           |                                                                                             | 2000                |              |           |         |                                              | |
| Falling A Records                       | Vereinigtes Königreich |                           | Barry Lamb und Peter Ashby                                                                  | Ende 1970er Jahre   |              |           |         |                                              | |
| Fall of the West Records                | Vereinigte Staaten     |                           | Brian Van Slyke, Alex Felsinger                                                             | 2005                |              |           |         |                                              | |
| Fällt                                   | Vereinigtes Königreich |                           | Christopher Murphy, W. Conrad Röntgen                                                       | 1995                |              |           |         |                                              | |
| Famous Records                          | Vereinigte Staaten     |                           |                                                                                             |                     |              |           |         | Universal Music Group                        | |
| Fanfare Records                         | Vereinigtes Königreich |                           | Iain Burton                                                                                 | 1980er Jahre        |              |           |         |                                              | |
| Fania Records                           | Vereinigte Staaten     |                           | Johnny Pacheco und Jerry Masucci                                                            | 1963                |              |           |         |                                              | 2006 kaufte V2 Records über sein Sublabel Emusica Fania auf                                                              |
| Fantastic Plastic Records               | Vereinigtes Königreich |                           | Darrin Robson                                                                               |                     |              |           |         |                                              | |
| Fantasy Records                         | Vereinigte Staaten     |                           | Max Weiss, Sol Weiss                                                                        | 1949                |              | LC 00720  |         |                                              | |
| Fascination Records                     | Vereinigtes Königreich |                           | Peter Loraine                                                                               | 2006                |              |           |         | Universal Music Group                        | |
| Fastball Music                          | Deutschland            | Elsdorf                   | Andreas Bob                                                                                 | 2011                |              | LC 15471  | Website |                                              | |
| Fast Product                            | Vereinigtes Königreich | Edinburgh                 | Bob Last und Hilary Morrison                                                                | 1977                |              |           | X       |                                              | |
| Fast Weltweit                           | Deutschland            |                           | Michael Girke, Achim Knorr, Andreas Henning, Bernd Begemann, Frank Spilker und Frank Werner | 1985                |              |           |         |                                              | |
| FatCat Records                          | Vereinigtes Königreich | Brighton                  | David Cawley und Alexander Knight                                                           | 1997                |              | LC 22708  |         |                                              | |
| Fat Possum Records                      | Vereinigte Staaten     |                           | Matthew Johnson, Peter Redvers-Lee                                                          | 1992                |              |           |         |                                              | |
| Fat Wreck Chords                        | Vereinigte Staaten     |                           | Mike Burkett alias Fat Mike                                                                 | Anfang 1990er Jahre |              |           |         |                                              | |
| Fatal Recordings                        | Deutschland            | Berlin                    | Hanin Elias                                                                                 |                     |              |           |         |                                              | |
| Father/Daughter Records                 | Vereinigte Staaten     | San Francisco             | Jessi Frick und Ken Hector                                                                  | 2010                |              |           |         |                                              | |
| Faultline Records                       | Australien             | Melbourne                 | dw Norton                                                                                   | 1998                |              |           |         |                                              | |
| Favored Nations                         | Vereinigte Staaten     | Encino                    | Steve Vai, Ray Scherr                                                                       | 2000                |              |           |         |                                              | |
| Favorite-Record                         | Deutschland            |                           | Otto Multhaupt und Fritz Kindermann                                                         | 1904                | 1913         |           |         |                                              | 1912 wurde das Unternehmen in die Favorite Record AG umgewandelt und im Folgejahr von Carl Lindströms Konzern übernommen |
| FAX +49-69/450464                       | Deutschland            |                           | Peter Kuhlmann                                                                              | 1992                | 2012         | LC 06269  |         |                                              | |
| F-Beat Records                          | Vereinigtes Königreich |                           | Jake Riviera                                                                                | 1979                | 1986         |           |         |                                              | |
| FCommunications                         | Frankreich             | Paris                     | Eric Morand und Laurent Garnier                                                             | 1994                |              |           |         |                                              | |
| FDA Records                             | Deutschland            |                           | Rico Unglaube                                                                               | 2006                |              |           |         |                                              | Bis 2017 hieß das Label FDA Rekotz                                                                                       |
| FDA Rekotz                              | Deutschland            |                           | Rico Unglaube                                                                               | 2006                |              |           |         |                                              | 2017 wurde das Label zu FDA Records umbenannt                                                                            |
| Fear Dark                               | Niederlande            |                           |                                                                                             | 1998                | 2008         |           |         |                                              | |
| Fearless Records                        | Vereinigte Staaten     |                           | Bob Becker                                                                                  | 1992                |              |           |         |                                              | |
| Federal Records                         | Vereinigte Staaten     | Cincinnati                | Syd Nathan                                                                                  | 1950                |              |           |         | King Records                                 | |
| Fellside Records                        | Vereinigtes Königreich | Workington                | Paul Adams und Linda Adams                                                                  | 1976                |              |           |         |                                              | |
| Felsenfest                              | Deutschland            |                           | Reinhard Kawohl                                                                             | 1998                |              | LC 03623  |         |                                              | |
| Felsted Records UK                      | Vereinigtes Königreich |                           |                                                                                             | 1954                | 1960         |           |         | Decca Records                                | |
| Felsted Records US                      | Vereinigte Staaten     |                           |                                                                                             | 1957                | 1964         |           |         |                                              | |
| Fence Records                           | Vereinigtes Königreich | Anstruther                | Kenny Anderson                                                                              | 1997                |              |           |         |                                              | |
| Fenway Recordings                       | Vereinigte Staaten     | Boston                    | Mark Kates                                                                                  | 2001                |              |           |         |                                              | |
| Fernwood Records                        | Vereinigte Staaten     |                           | Slim Wallace                                                                                | 1957                | 1965         |           |         |                                              | |
| Ferret Music                            | Vereinigte Staaten     |                           |                                                                                             | 1996                |              |           |         |                                              | |
| Ferryhouse                              | Deutschland            |                           | Frank Otto, Björn Mathes                                                                    | 2005                |              |           |         |                                              | |
| Fervent Records                         | Vereinigte Staaten     | Nashville                 | Susan Riley                                                                                 | 2001                |              |           |         |                                              | |
| Fervor Records                          | Vereinigte Staaten     | Phoenix                   | David Hilker, Ted Bulger, Ron Pick und Michael Charlesworth                                 | 1990                |              |           |         |                                              | |
| Festival Distribution                   | Kanada                 |                           |                                                                                             | 1993                | 2008         |           |         |                                              | |
| Festival Records                        | Australien             | Pyrmont (New South Wales) | Paul Cullen                                                                                 | 1952                | Erloschen    |           |         | Warner Music Group                           | |
| FETO Records                            | Vereinigtes Königreich | Birmingham                | Mick Kenney und Shane Embury                                                                |                     |              |           |         |                                              | |
| Fever Records                           | Vereinigte Staaten     | New York City             | Sal Abbatiello                                                                              | 1980er Jahre        | 1980er Jahre |           |         |                                              | |
| Fflach                                  | Vereinigtes Königreich | Cardigan (Wales)          | Richard Jones und Wyn Jones                                                                 | 1981                |              |           |         |                                              | |
| FFRR Records                            | Vereinigtes Königreich |                           | Pete Tong                                                                                   | 1986                | 2000er Jahre |           |         |                                              | |
| Fiction Records                         | Vereinigtes Königreich |                           |                                                                                             | 1978                | Chris Parry  |           |         | Polydor Records (Universal Music Group)      | |
| Fiddler Records                         | Vereinigte Staaten     | Miami                     |                                                                                             |                     |              |           |         |                                              | |
| Fidelity Records                        | Vereinigte Staaten     | Hillsdale                 | Jonathan Strauss                                                                            | 2003                |              |           |         |                                              | |
| Field Records                           | Vereinigtes Königreich |                           | Tim Waterfield                                                                              |                     |              |           |         |                                              | |
| Fiend Force Records                     | Deutschland            |                           | Thorsten Wilms, Jonas Nitzsche                                                              | 2003                | 2014         |           |         |                                              | |
| Fierce Angel                            | Vereinigtes Königreich | London                    | Mark Doyle                                                                                  | 2006                |              |           |         |                                              | |
| Fierce Panda Records                    | Vereinigtes Königreich | London                    | Simon Williams                                                                              | 1994                |              |           |         |                                              | |
| Fiesta Records                          | Deutschland            | Köln                      | Andreas Rosmiarek                                                                           | 2009                |              |           | Website |                                              | |
| Fiesta Records                          | Vereinigte Staaten     | New York City             | Jose Morand                                                                                 | 1952                |              |           |         |                                              | |
| Fifth Colvmn Records                    | Vereinigte Staaten     | Washington, D.C.          | Zalman Fishman                                                                              | 1990                |              |           |         |                                              | |
| Figure IV Entertainment                 | Kanada                 | Vancouver                 | Sol Guy                                                                                     | 1994                |              |           |         |                                              | |
| Film Score Monthly                      | Vereinigte Staaten     | Los Angeles               | Lukas Kendall                                                                               | 1990                |              |           |         |                                              | |
| FILMguerrero                            | Vereinigte Staaten     | Portland                  | John Askew                                                                                  | 1998                |              |           |         |                                              | |
| Filthy Note                             | Vereinigte Staaten     |                           | Bam Margera                                                                                 | 2006                | 2011         |           |         |                                              | |
| Filtro Musik                            | Vereinigte Staaten     | Miami                     | Ivy Queen und José Guadalupe                                                                | 2005                |              |           |         | Universal Music Latin                        | |
| Final Stand Records                     | Vereinigte Staaten     | Newark                    | Robert Huber                                                                                |                     | 2012         |           |         |                                              | |
| Finetone music                          | Deutschland            |                           | Peter Schindler, Peter Lehel und Wolfgang Schindhelm                                        | 1999                |              |           |         |                                              | |
| Finger Lickin' Records                  | Vereinigtes Königreich |                           | Justin Rushmore und Jem Panufnik                                                            | 1998                |              |           |         |                                              | |
| Fingerprint Records                     | Vereinigte Staaten     |                           | Mark Heard, Dan Russell, and Chuck Long                                                     | 1990                | Erloschen    |           |         |                                              | |
| F-IRE Collective                        | Vereinigtes Königreich |                           |                                                                                             | 1998                |              |           |         |                                              | |
| Fire and Flames                         | Deutschland            | Kiel                      |                                                                                             | 2002                |              |           |         |                                              | |
| Fire Records (Pakistan)                 | Pakistan               |                           | AAG TV                                                                                      | 2006                | 2013         |           |         |                                              | |
| Fire Records (UK)                       | Vereinigtes Königreich | London                    | Johnny Waller und Clive Solomon                                                             | 1986                |              |           |         |                                              | |
| Fire Records                            | Vereinigte Staaten     |                           | Bobby Robinson                                                                              | 1959                | 1962         |           |         |                                              | |
| Firebox Records                         | Finnland               |                           | Rami Hippi                                                                                  | 2001                | 2013         |           |         |                                              | |
| Firefield Records                       | Deutschland            | Braunschweig              |                                                                                             | 2007                | 2013         | LC 13926  |         | European Music Group                         | |
| Firehouse 12 Records                    | Vereinigte Staaten     |                           | Nick Lloyd und Taylor Ho Bynum                                                              | Mitte 200er Jahre   |              |           |         |                                              | |
| Firepower Records                       | Kanada                 | Kelowna                   | Datsik                                                                                      | 2012                |              |           |         |                                              | |
| First Avenue Records                    | Vereinigtes Königreich |                           | Oliver Smallman und Denis Ingoldsby                                                         | 1991                |              |           |         |                                              | |
| Fitamin Un                              | Vereinigtes Königreich |                           | Steffan Cravos                                                                              | 1996                |              |           |         |                                              | |
| Fixcel records                          | Deutschland            |                           | Frank Schindelbeck                                                                          | 2008                |              |           |         |                                              | |
| FiXT Music                              | Vereinigte Staaten     | Detroit                   | Klayton                                                                                     | 2006                |              |           |         |                                              | |
| Flair Records                           | Vereinigte Staaten     |                           | Lester Louis Bihari, Julius Jeramiah Bihari, Saul Samuel Bihari und Joseph Bihari           | Anfang 1950er Jahre |              |           |         | Modern Records                               | |
| Flameshovel Records                     | Vereinigte Staaten     | Chicago                   | Jesse Woghin und Nash Grey                                                                  | 2000                |              |           |         |                                              | |
| Flamingo Recordings                     | Niederlande            |                           | Fedde Le Grand, Funkerman und Raf Jansen                                                    |                     |              |           |         |                                              | |
| Flashover Recordings                    | Niederlande            |                           | Ferry Corsten                                                                               | 2005                |              |           |         |                                              | |
| Flashpoint Music                        | Australien             |                           |                                                                                             |                     |              |           |         |                                              | |
| Flawless Records                        | Vereinigte Staaten     |                           | Fred Durst                                                                                  | 1999                |              |           |         | Interscope-Geffen-A&M                        | |
| Fledg'ling Records                      | Vereinigtes Königreich | London                    | David Suff                                                                                  | 1991                |              |           |         |                                              | |
| Flemish Eye                             | Kanada                 | Calgary                   |                                                                                             | 2003                |              |           |         |                                              | |
| Flicker Records                         | Vereinigte Staaten     | Franklin (Tennessee)      | Audio Adrenaline                                                                            | 2000                |              |           |         | Sony Music Entertainment                     | |
| Flicknife Records                       | Vereinigtes Königreich |                           | Marco „Frenchy“ Gloder und Gina 'Wild Thing' Nares                                          | 1979                | 1992         |           |         |                                              | |
| Flight 13 Records                       | Deutschland            |                           | Thomas Haller                                                                               | 1986                |              |           |         |                                              | |
| Flip Records (1950s)                    | Vereinigte Staaten     |                           |                                                                                             | 1950er Jahre        | Erloschen    |           |         |                                              | |
| Flip Records (1994)                     | Vereinigte Staaten     |                           | Jordan Schur                                                                                | 1994                |              |           |         | Universal Music Group                        | |
| Flipmode Entertainment                  | Vereinigte Staaten     | New York City             | Busta Rhymes                                                                                | 1994                | 2011         |           |         | Warner, Universal, Sony                      | |
| Flittchen Records                       | Deutschland            |                           | Almut Klotz und Christiane Rösinger                                                         | 1998                |              |           |         |                                              | |
| Flowerstreet Records                    | Deutschland            |                           | Gregor „Amadeus“ Böhm, Hanna Kolb                                                           | 2008                |              | LC 18893  |         |                                              | |
| Flowing Downward                        | Italien                | Mailand                   |                                                                                             | 2018                |              |           |         |                                              | |
| Fly Eye Records                         | Vereinigtes Königreich |                           | Calvin Harris                                                                               | 2010                | 2017         |           |         |                                              | |
| Fly Records                             | Vereinigtes Königreich | London                    | David Platz                                                                                 | 1970                |              |           |         |                                              | |
| Flying Dutchman Records                 | Vereinigte Staaten     |                           | Bob Thiele                                                                                  | 1969                |              |           |         |                                              | |
| Flying Fish Records                     | Vereinigte Staaten     |                           | Bruce Kaplan                                                                                | 1974                |              |           |         |                                              | |
| Flying Nun Records                      | Neuseeland             |                           | Roger Shepherd                                                                              | 1981                |              |           |         |                                              | |
| Flying Tart                             | Vereinigte Staaten     | Nashville                 | Alex Parker                                                                                 | 1990                | 1996         |           |         |                                              | |
| Flyright Records                        | Vereinigtes Königreich |                           | Mike Ledbitter und Bruce Bastin                                                             | 1970                |              |           |         |                                              | |
| Flyte Tyme Records                      | Vereinigte Staaten     |                           | Jimmy Jam und Terry Lewis                                                                   |                     |              |           |         |                                              | |
| FM Records                              | Vereinigtes Königreich |                           | Paul Birch                                                                                  |                     |              |           |         |                                              | |
| FMR Records                             | Vereinigtes Königreich |                           | Trevor Taylor                                                                               | 1972                |              |           |         |                                              | Wurde als Future Music Records in gegründet                                                                              |
| Focus Group Holdings Limited            | Hongkong               |                           | Andy Lau                                                                                    | 2004                |              |           |         |                                              | |
| Fog City Records                        | Vereinigte Staaten     | San Francisco             | Dan Prothero                                                                                | 1996                |              |           |         |                                              | |
| Fogarty’s Cove Music                    | Kanada                 | Dundas                    | Stan Rogers                                                                                 | 1978                |              |           |         |                                              | |
| Folk-Legacy Records                     | Vereinigte Staaten     | Sharon (Connecticut)      | Sandy Paton und Caroline Paton                                                              | 1961                |              |           |         |                                              | |
| Folkways Records                        | Vereinigte Staaten     |                           | Moses Asch und Marian Distler                                                               | 1948                |              |           |         |                                              | Seit der Übernahme durch die Smithsonian Institution im Jahre 1987 heißt das Label heute Smithsonian Folkways            |
| Folter Records                          | Deutschland            | Berlin                    | Jörg Schröder                                                                               | 1991                |              |           |         |                                              | |
| Fonal Records                           | Finnland               |                           | Sami Sänpäkkilä                                                                             | Mitte 1990er Jahre  |              |           |         |                                              | |
| Fondle 'Em Records                      | Vereinigte Staaten     | New York City             | Robert “Bobbito” Garcia                                                                     | 1995                | 2001         |           |         |                                              | |
| Fono Ltd.                               | Russland               | Moskau                    |                                                                                             | 2000                |              |           | Website |                                              | |
| Fonotipia Records                       | Italien                |                           | Baron Frederic d'Erlanger                                                                   | 1904                | Erloschen    |           |         |                                              | |
| Fonovisa Records                        | Vereinigte Staaten     | Hollywood                 | Guillermo Santiso                                                                           | 1987                |              |           |         |                                              | |
| Fontana Records                         | Niederlande            |                           | Philips                                                                                     | Mitte 1950er Jahre  |              |           |         |                                              | Ab 1971 gehörte das Label zum Medienkonzern Polygram und kam im Jahr 2000 zum französischen Unternehmen Vivendi.         |
| Food Records                            | Vereinigtes Königreich |                           | David Balfe, Andy Ross                                                                      | 1984                | 2000         |           |         |                                              | EMI (1994–2000) |
| Fool’s Gold Records                     | Vereinigte Staaten     | New York City             | Alain Macklovitch und Nick Barat                                                            | 2007                |              |           |         | Universal Music Group                        | |
| Fools of the World                      | Vereinigte Staaten     | Sacramento                | The 77s                                                                                     | 1996                |              |           |         |                                              | |
| For Tune                                | Polen                  |                           |                                                                                             | 2012                |              |           |         |                                              | |
| Force Inc. Music Works                  | Deutschland            |                           | Achim Szepanski                                                                             | 1991                | 2004         | LC 06001  |         |                                              | |
| Forces of Satan Records                 | Norwegen               |                           | Infernus, Vile Horg                                                                         | 2006                |              |           |         |                                              | |
| ForeFront Records                       | Vereinigte Staaten     |                           | Eddie DeGarmo, Dan R. Brock, Dana Key und Ron Griffin                                       | 1987                |              |           |         | Universal Music Group                        | |
| Foreshadow Productions                  | Polen                  | Krakau                    | Arek Mlyniec                                                                                | 2003                | 2008         |           |         |                                              | |
| Formation Records                       | Vereinigtes Königreich |                           |                                                                                             | 1992                |              |           |         |                                              | |
| Fort Knocks Entertainment               | Vereinigte Staaten     |                           | Just Blaze                                                                                  | 2004                |              |           |         | Warner Music Group                           | |
| Forte Records                           | Deutschland            |                           | Christian Morgenstern                                                                       | 1998                | 2003         | LC 11290  |         |                                              | |
| Fortissimo Records                      | Vereinigtes Königreich | Milton Keynes             | Don McLean                                                                                  | 2002                |              |           |         |                                              | |
| Fortuna Pop!                            | Vereinigtes Königreich | London                    | Sean Price                                                                                  | 1995                | 2016         |           |         |                                              | |
| Fortune Records                         | Vereinigte Staaten     | Detroit                   |                                                                                             | 1946                | 1995         |           |         |                                              | |
| Forward Motion Records                  | Vereinigte Staaten     | Miami Beach               | Fernando Perdomo                                                                            | 2010                |              |           |         | Forward Motion Records                       | |
| Fotofon                                 | Deutschland            |                           |                                                                                             | 1981                |              |           |         |                                              | |
| Four Music                              | Deutschland            |                           | Die Fantastischen Vier                                                                      | 1996                |              |           |         | Sony Music Entertainment                     | |
| Four Star Records                       | Vereinigte Staaten     |                           | Richard A. „Dick“ Nelson, Bill McCall und Cliff McDonald                                    | 1945                |              |           |         | Gilt-Edge Records                            | |
| Fourth And Broadway Records             | Vereinigte Staaten     | New York City             | Chris Blackwell                                                                             | 1984                |              |           |         | The Island Def Jam Music                     | |
| Fourth Dimension Records                | Vereinigtes Königreich |                           | Gary Levermore                                                                              |                     |              |           |         | Third Mind Records                           | |
| Fowl Records                            | Vereinigte Staaten     |                           | Jimi Haha, Richard James Burgess und Chris Keith                                            | 1994                | Erloschen    |           |         |                                              | |
| Frankie Paloma Music                    | Österreich             | Wien                      |                                                                                             | 2017                |              | LC 96404  |         |                                              | |
| Fraternity Records                      | Vereinigte Staaten     |                           | Harry Carlson                                                                               | 1954                | 2008         |           |         |                                              | |
| FRE Records                             | Kanada                 | Mississauga               | Terry Flood und Derrick Ross                                                                |                     | 1996         |           |         |                                              | |
| Fractured Transmitter Recording Company | Vereinigte Staaten     |                           | Jason Popson                                                                                | 2004                |              |           |         |                                              | |
| Freak Recordings                        | Vereinigtes Königreich |                           | Dylan Hisley                                                                                |                     |              |           |         |                                              | |
| Freakdance Records                      | Finnland               | Espoo                     | Max Emil Laine                                                                              |                     |              |           |         |                                              | |
| Fred Records                            | Vereinigtes Königreich | Thornton Heath (Surrey)   | Fred Frith                                                                                  | 2002                |              |           |         | Recommended Records                          | |
| Free Music Production                   | Deutschland            |                           | Peter Brötzmann, Peter Kowald, Alexander von Schlippenbach und Jost Gebers                  | 1969                | 2011         |           |         |                                              | |
| Free Your Mind Productions              | Vereinigte Staaten     |                           |                                                                                             |                     |              |           |         |                                              | Nachfolgelabel von Panzerfaust Records                                                                                   |
| Freedom From                            | Vereinigte Staaten     | Minneapolis               | Matthew St-Germaine                                                                         | 1996                |              |           |         |                                              | |
| Freedom Records                         | Vereinigte Staaten     |                           | Alan Bates                                                                                  |                     |              |           |         | Arista Records                               | |
| FreeSolo Music                          | Vereinigte Staaten     | New York City             | James Diener und Ben Berkman                                                                | 2014                |              |           |         |                                              | |
| Freeworld Entertainment                 | Vereinigte Staaten     | New York City             | Dallas Austin und Kevin Czinger                                                             | 1997                | Erloschen    |           |         |                                              | |
| Free-Will                               | Japan                  | Tokio                     | Hiroshi Tomioka                                                                             | 1986                |              |           |         |                                              | |
| Frémeaux et Associés                    | Frankreich             |                           | Claude Colombini und Patrick Frémeaux                                                       | 1991                |              |           |         |                                              | |
| Frenchkiss Records                      | Vereinigte Staaten     | New York City             | Syd Butler                                                                                  | 1999                |              |           |         |                                              | |
| Fresh Records (UK)                      | Vereinigtes Königreich |                           |                                                                                             | 1979                | 1982         |           |         |                                              | |
| Fresh Records (US)                      | Vereinigte Staaten     | New York City             | William Socolov                                                                             | 1985                |              |           |         |                                              | |
| Fresh Sound Records                     | Spanien                |                           | Jordi Pujol                                                                                 | 1983                |              |           |         |                                              | |
| Freundderfamilie                        | Deutschland            | Berlin                    | Klaus Rakete und Mirko Drommer                                                              | 2007                |              | LC 18662  | Website |                                              | |
| Freude am Tanzen                        | Deutschland            |                           | Thomas Sperling und Daniel Mauss                                                            | 1996                |              |           |         |                                              | |
| Freunde von Niemand                     | Deutschland            |                           | Vega                                                                                        | 2011                |              |           |         | Wolfpack Entertainment                       | |
| Friendly Fire Recordings                | Vereinigte Staaten     | New York City             | Dan Koplowitz                                                                               | 2004                |              |           |         |                                              | |
| Fringe Product                          | Kanada                 |                           | Ben Hoffman                                                                                 |                     | Erloschen    |           |         |                                              | |
| Frog Pad Records                        | Vereinigte Staaten     | Nederland (Colorado)      | Yonder Mountain String Band                                                                 | 1999                |              |           |         |                                              | |
| Frog Records                            | Vereinigtes Königreich |                           | David French                                                                                | 1994                |              |           |         |                                              | |
| Frogville Records                       | Vereinigte Staaten     | Santa Fe                  | Nathan Moore und John Treadwell                                                             | 2003                |              |           |         | Independent                                  | |
| Frohe Botschaft im Lied                 | Deutschland            |                           | Hermann Schulte                                                                             | 1956                | 1979         |           |         | HSW – Hermann Schulte, Wetzlar               | |
| Frontier Records                        | Vereinigte Staaten     | Los Angeles               | Lisa Fancher                                                                                | 1980                |              |           | Website |                                              | |
| Frontiers Records                       | Italien                |                           | Serafino Perugino                                                                           | 1998                |              |           |         |                                              | |
| Frontline Records                       | Vereinigte Staaten     |                           | James Kempner                                                                               | 1986                |              |           |         |                                              | |
| Frozen Light Records                    | Russland               | Moskau                    |                                                                                             | 2009                |              |           |         |                                              | |
| Fruits de Mer Records                   | Vereinigtes Königreich | Walton-on-Thames          | Keith Jones und Andy Bracken                                                                | 2008                |              |           |         |                                              | |
| FSOE Recordings                         | Vereinigtes Königreich |                           | Aly Amr Fathalla, Fadi Wassef Naguib                                                        | 2009                |              |           |         |                                              | |
| FSUK Records                            | Vereinigtes Königreich |                           |                                                                                             |                     |              |           |         | Ministry of Sound                            | |
| FTD Records                             | Vereinigtes Königreich |                           | Bradley G und Tony Ruby                                                                     | 1998                | 2004         |           |         |                                              | |
| Fuego                                   | Deutschland            |                           | Friedel Muders                                                                              | 1984                |              |           |         |                                              | |
| Fuel Records                            | Italien                | Mailand                   |                                                                                             | 2000                | 2018         |           | Website |                                              | |
| Fuel 2000                               | Vereinigte Staaten     | Los Angeles               |                                                                                             | 1994                |              |           | Website | Fuel Label Group                             | |
| Fueled by Ramen                         | Vereinigte Staaten     |                           | John Janick und Vinnie Fiorello                                                             | 1996                |              |           |         |                                              | |
| Fueradeserie!                           | Spanien                |                           |                                                                                             | 2002                |              |           |         |                                              | |
| Full Moon Productions                   | Vereinigte Staaten     | Lakeland                  | Jon „Thorns“ Jamshid                                                                        | 1991                |              |           |         |                                              | |
| Full Moon Records (US)                  | Vereinigte Staaten     | New York City             |                                                                                             | 1974                | Erloschen    |           |         | Sony Music Entertainment, Warner Music Group | |
| Fullsteam Records                       | Finnland               |                           | Juha Kyyrö                                                                                  | 2002                |              |           |         |                                              | |
| Full Surface Records                    | Vereinigte Staaten     | New York City             | Kasseem Dean                                                                                | 2001                | Erloschen    |           |         | Warner Music Group                           | |
| Full Time Hobby                         | Vereinigtes Königreich | London                    | Nigel Adams und Wez                                                                         | 2004                |              |           |         |                                              | |
| Fumakilla                               | Deutschland            |                           | Woody                                                                                       | 2000                |              | LC 11155  |         |                                              | |
| Fundacja Słuchaj                        | Polen                  | Warschau                  | Maciej Karłowski                                                                            |                     |              |           | Website |                                              | |
| Funere                                  | Armenien               | Ararat                    | Jane Orpheus                                                                                | 2018                |              |           | Website |                                              | |
| Funhouse Records                        | Deutschland            |                           | Jörg Schaper                                                                                | 1986                |              |           |         |                                              | |
| Funk Volume                             | Vereinigte Staaten     |                           | Marcus Jamal Hopson                                                                         |                     |              |           |         |                                              | |
| Funtrip Records                         | Kanada                 |                           | Marc Costanzo                                                                               |                     |              |           |         |                                              | |
| Fury Records                            | Vereinigte Staaten     |                           | Bobby Robinson                                                                              | 1957                | Erloschen    |           |         |                                              | |
| Fusion Records                          | Niederlande            |                           | Coen Noordendorp, Johan van Korven, Raoul van Grinsven und Michel Pollen                    |                     |              |           |         | Freaky Music                                 | |
| Futura (Jazzlabel)                      | Frankreich             |                           | Gérard Terronès                                                                             | Anfang 1970er Jahre |              |           |         |                                              | |
| Future Farmer Records                   | Vereinigte Staaten     | San Francisco             | Jeff Klindt und Dennis Mitchell.                                                            | 1996                |              |           |         |                                              | |
| Future Records                          | Island                 | Reykjavík                 | Hreinn Elíasson                                                                             | 2006                |              |           |         |                                              | |
| Future Sound Corporation                | Italien                |                           | DJ Ben und Radium                                                                           | 1999                |              |           |         |                                              | |
| Fysisk Format                           | Norwegen               |                           | Kristian Kallevik                                                                           | 2008                |              |           |         |                                              | |